# De middeleeuwse Noord-Zuid verkeersverbinding via Dordrecht
Dordrecht is door de eeuwen heen een belangrijke schakel in het Noord-Zuidverkeer in het westen van Nederland. Voor de Sint-Elisabethvloeden, die plaats vonden rond het jaar 1421, was er een route door de Groote Waard (ook wel bekend als Zuidhollandse Waard) die leidde naar Geertruidenberg, een knooppunt van wegen in verschillende richtingen. Na de overstromingen was de Groote Waard veranderd in een grote watermassa. De loop van de wegverbindingen werd daardoor belangrijk anders.

## Situatie voor de Sint-Elisabethvloeden
Al in de 14 eeuw waren Dordrecht en Geertruidenberg belangrijke plaatsen voor de verbinding van de Hollandse steden met het zuiden. In Geertruidenberg kwamen wegen vanuit verschillende windrichtingen bijeen.

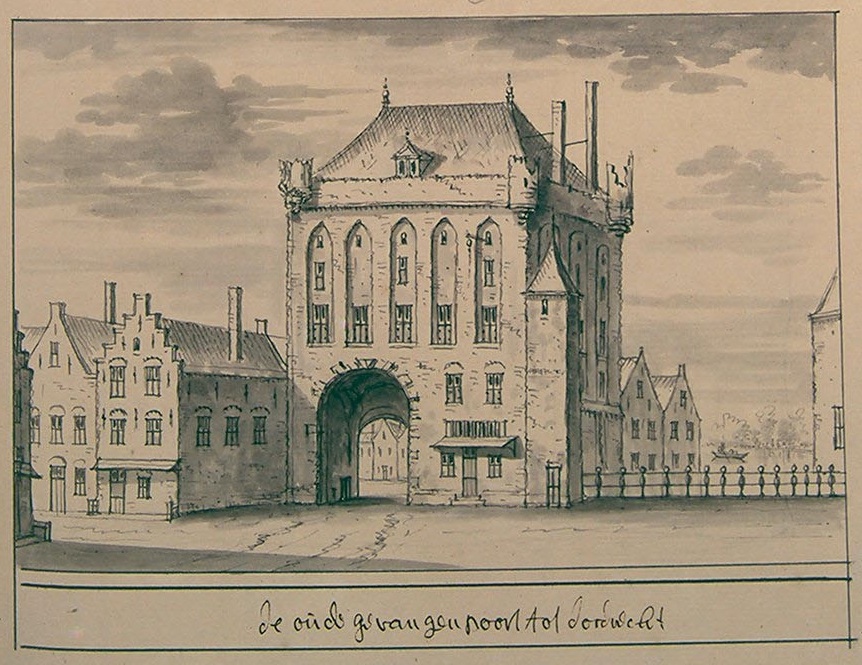
Vuilpoort of Gevangenpoort gezien vanuit de Voorstraat in Dordrecht.

De locatie van (voormalige) stadspoorten in geven een aanwijzing over de loop van vroeg middeleeuwse wegen. In Dordrecht waren drie belangrijke stadspoorten die toegang gaven tot het wegenstelsel rondom de stad. De poort bij de Riedijk gaf toegang tot de dijk langs de Merwede in oostelijke richting. De Vuilpoort bij de Voorstraat gaf toegang tot de dam in de Dubbel en aansluitend tot de dijk van de Tiesselinswaard. De Mennebrugspoort, later genoemd Vriesepoort, gaf toegang tot de kades van de riviertjes de Dubbel en de Graaf.
Vanuit Dordrecht was het Noord-Zuid verkeer aangewezen op wegen in de Groote Waard. De waard strekte zich uit over een gebied ten zuiden van Dordrecht vanaf Maasdam en Strijen (de Tiesselingwaard), de Dordtse Waard, het Veenrien tot en met het Land van Heusden en het Land van Altena. Het was een welvarend gebied. Wat overbleef daarna was een overspoeld gebied dat wij nu kennen als de huidige Biesbosch.
Steden en dorpen in de Groote Waard waren met wegen verbonden die veelal gelegen waren op dijken langs de rivieren.

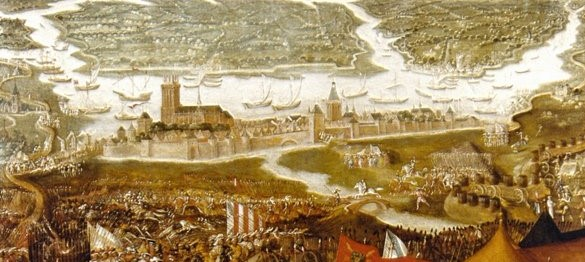
Detail van het schilderij "Het opbreken van het beleg van Dordrecht", A. Otten van der Laen, 1636, Dordrecht. De afbeelding toont de Dordtse stadspoorten en linksboven de route via Puttershoek naar Maasdam.

De route vanuit West-Nederland naar Dordrecht en verder naar het zuiden verliep via Rotterdam en Kralingseveer (waar men de Maas overstak) naar Rijsoord en vandaar over de Langeweg naar het Zwijndrechtse veer.
Vanuit Dordrecht verliep de weg naar het zuiden via de Vuilpoort en een dam in Dubbel langs de dijk naar Puttershoek, dan over de dam bij Maasdam en via de Keizersdijk naar Strijen. Vanuit daar liep er een heerweg via de voormalige plaatsen Wieldrecht, Twintighoven, Dubbelmonde, Almonde en Drimmelen naar Geertruidenberg. Dat hier een begaanbare weg heeft gelopen blijkt uit een verklaring uit 1536 waarin verklaard wordt dat men voor het overstromen van de Groote waard in 1421 van Strijen naar Geertruidenberg kon lopen.
Langs de route, kort voor Maasdam trof men aan de zuidzijde van de Maeze het verloren plaatsje Weede en het gelijknamige kasteel. Dit kasteel met een grondvlak van 50 x 75 meter en muren van een dikte van 1,5 meter is geheel verdwenen; wat resteert is een plaquette langs de N217.

## Na de Sint Elisabethvloeden
Na de vloeden waren de wegen door de Waard verdwenen. Men zocht nieuwe routes en een weg werd gevonden in een route via  Kuipersveer, nog steeds een gehucht bij Puttershoek in de Hoekse Waard. Rond 1650 liep de zogenoemde postweg van Rotterdam naar Heerjansdam. Daar werd het verkeer overgezet bij Kuipersveer en ging de route verder over Cillaarshoek en Strijensas waar een veerverbinding was naar Moerdijk. Vandaar liep de route naar Zevenbergen en Antwerpen. Dit laatste veer heeft bekendheid gekregen door een ongeval in het jaar 1711 waarbij Prins Johan Willem Friso verdronk bij plotseling optredend slechte weersomstandigheden.

## Verder lezen
- Heeren, Henne van  (2019). Verkeer door de Groote Waard in de 14de eeuw - deel 2: de verkeersaders.. Tijdschrift Oud-Dordrecht  37 (1): 74. ISSN:1570-1506.